# Christiane Deluz
Pour les articles homonymes, voir Deluz.
Christiane Deluz, née en 1928, est une historienne française, enseignante à l'université de Tours et spécialiste de la géographie au Moyen Âge.

## Biographie
Après l'agrégation d'histoire et géographie obtenue en 1953, Christiane Deluz fait sa carrière universitaire à l'université de Tours. Sa spécialité est la géographie médiévale, en particulier Jean de Mandeville, auteur du Livre des merveilles du monde. 
Elle consacre sa thèse à ce personnage et au commentaire de son livre. Son travail est, selon Monique Bourin, « une analyse des concepts de la géographie médiévale ».
Christiane Deluz encadre les études d'histoire de premier cycle de Philippe Maurice, alors détenu à la maison centrale de Saint-Maur et ancien condamné à mort. Pour ce dernier, cette rencontre est déterminante dans son choix de se consacrer à l'histoire médiévale. Avec son collègue Bernard Chevalier, elle dirige ensuite le mémoire de maîtrise, soutenu en 1988, puis le DEA et la thèse d'histoire médiévale de Philippe Maurice. Pour suivre le travail de leur élève, ils se déplacent en prison, au centre pénitentiaire de Moulins. Ils organisent la soutenance de la thèse d'histoire de Philippe Maurice à l'université de Tours en 1995 et agissent ensuite pour obtenir sa libération conditionnelle,,.
En 1997, ses collègues publient des mélanges en son honneur, un numéro de la revue Cahiers de recherches médiévales, intitulé Espace vécu, mesuré, imaginé. Textes réunis en l'honneur de Christiane Deluz,.
Son édition du Livre des merveilles du monde, parue en 2000, est considérée comme « labeur dont nous saluons la minutie et l’ampleur », « un travail opiniâtre sur un texte difficile. ». Selon Bernard Chevalier, « avant elle ce pseudo-récit de voyage n’avait jamais été pris pour ce qu’il était, c’est-à-dire une véritable somme géographique ».
En 2018, Christiane Deluz publie une édition critique du Liber de quibusdam ultramarinis partibus, écrit par Guillaume de Boldensele, frère prêcheur allemand, en 1336. Elle établit la filiation des manuscrits latins et publie également une traduction en français de 1351. Cette édition permet de mettre en valeur l'intérêt de Guillaume de Boldensele pour la géographie.

## Prix et hommage
- Prix Gobert 1990 pour Le Livre de Jehan de Mandeville, une géographie au XIVe siècle[14].
- Mélanges : « Espace vécu, mesuré, imaginé. Textes réunis en l'honneur de Christiane Deluz », Cahiers de recherches médiévales, no 3,‎ 1997 (ISSN 1272-9752 et 1955-2424, DOI 10.4000/crm.2445, lire en ligne)

## Principales publications
- Christiane Deluz, Le Livre de Jehan de Mandeville, une géographie au XIVe siècle, Louvain-la-Neuve, Université Catholique de Louvain, coll. « Publications de l'Institut d'études médiévales. Textes, études, congrès » (no 8), 1988, 511 p.[4],[15].
- Christiane Deluz (édition et traduction), Jean de Mandeville, Voyage autour de la terre, Paris, Les Belles Lettres, (La roue à livres), 1993, coll. « La roue à livres », 1993, 301 p. (ISBN 2-251-33919-1)[16].
- Christiane Deluz (édition critique), Jean de Mandeville, Le Livre des merveilles du monde, Paris, Éditions du CNRS, coll. « Sources d'Histoire Médiévale » (no 31), 2000, 528 p. (ISBN 9782271057440, lire en ligne)[17],[11],[12],[18],[19],[20].
- Christiane Deluz (présentation et édition), Guillaume de Boldensele, Sur la Terre sainte et l’Egypte (1336) : Liber de quibusdam ultramarinis partibus de Guillaume de Boldensele, 1336. Suivi de la traduction de Jean le Long, 1351, Paris, CNRS Éditions, coll. « Sources d’histoire médiévale » (no 44), 2018, 210 p. (ISBN 9782271120533, présentation en ligne, lire en ligne)[13].